# Li Wenquan
Li Wenquan (chinesisch 李文全, Pinyin Lǐ Wénquán; * 18. Januar 1986 in Nanping) ist ein ehemaliger chinesischer Bogenschütze.

## Karriere
Li Wenquan nahm an den Olympischen Sommerspielen 2008 in Peking teil und erreichte in der Einzelkonkurrenz Rang 33. Mit der Mannschaft belegte er den dritten Platz und gewann damit die Bronzemedaille. Li gehörte auch zum chinesischen Kader bei den Asienspielen 2006 in Doha.